# فرانك روث
فرانك روث (بالإنجليزية: Frank Roth)‏ هو لاعب كرة قاعدة أمريكي، ولد في 11 أكتوبر 1878 في شيكاغو في الولايات المتحدة، وتوفي في 27 مارس 1955 في برلنغتون في الولايات المتحدة.

## وصلات خارجية
- فرانك روث على موقعبيزبول رفرنس.كوم (الدوري الرئيسي) (الإنجليزية)
- فرانك روث على موقعبيزبول رفرنس.كوم (الدوري الثانوي) (الإنجليزية)